# Christian 4.
 Der er flere personer med dette navn, se Christian 4. (flertydig). (Se også artikler, som begynder med Christian 4.)
Christian 4. (født 12. april 1577, død 28. februar 1648) var konge af Danmark og Norge fra 1588 til 1648. Han var søn af Frederik 2. og dronning Sophie af Mecklenburg og tilhørte den oldenborgske slægt. Med en regeringstid på over 59 år har Christian 4. den længste regeringstid af alle danske konger.
Christian 4. arbejdede aktivt for at styrke sit rige blandt andet ved at give gode vilkår for handelen. Militært forsøgte han at gøre Danmark til den ledende magt i Nordeuropa, men hans deltagelse i Trediveårskrigen slog helt fejl, og Sverige overtog herefter gradvist positionen som den ledende magt i Norden.
Selv om hans regeringstid var præget af militære nederlag og økonomisk tilbagegang, fremstår Christian 4. som en af de mest fremtrædende, populære og beundrede konger i kongerækken. Det skyldes ikke mindst, at han var særdeles aktiv som bygherre. Han grundlagde mange nye byer og fik opført en række væsentlige bygningsværker, heriblandt Tøjhuset, Rosenborg Slot, Børsen, Holmens Kirke, Nyboder og Rundetårn. Han var desuden stærkt kulturelt interesseret.
Christian giftede sig med prinsesse Anna Cathrine af Brandenburg i 1597, og efter hendes død med adelsdamen Kirsten Munk i 1615. Med sine ægtefæller og elskerinder fik han mere end 20 børn. Han er begravet sammen med Anna Cathrine og flere af sine børn i Roskilde Domkirke.

## Den unge konge
Som barn fik Christian slotspræsten Hans Mikkelsen til lærer; denne havde myndighed til at udøve "tilbørlig strenghed mod kongens søn" og "ikke lade ham have sin egen vilje, men holde ham i god disciplin". Christian 4. fik som barn ofte prygl af sin mor dronningen, der blev meget rost for sin strenghed. Selv kom Christian ikke til at slå sine børn; men han godtog, at andre gjorde det, og datteren Leonora Christine fik ved en anledning så mange klø, at hun som gammel havde ar efter det. Frederik 2. overvågede strengt, hvem hans søn omgikkes. Det skyldtes ikke kun standsbevidsthed og frygt for dårlig indflydelse, men også frygt for smitsom sygdom. Fra sin tidligste barndom blev Christian vant til at flytte rundt på flugt fra pestudbrud; mere end et år var han ikke bosat på det samme sted. Hoffets flakken omfattede Sorø, Skanderborg Slot, Haderslevhus, Koldinghus, Antvorskov, Kronborg og Frederiksborg Slot.
Ved sin fars død i 1588 var Christian kun 11 år. Frederik 2. havde i 1580 fået den treårige prins valgt som sin efterfølger under den forudsætning, at Christian underskrev en håndfæstning ved sin tiltrædelse. Men som umyndig kunne han hverken være regent eller underskrive en sådan håndfæstning. Der blev derfor dannet en formynderregering bestående af fire medlemmer ledet af kansleren Niels Kaas. De tre øvrige var rentemester Christoffer Valkendorf, rigsadmiral Peder Munk og rigsråd Jørgen Ottesen Rosenkrantz. Rosenkrantz overtog ledelsen af regeringen efter Niels Kaas' død i 1594. Christians moder, den kun 30-årige enkedronning Sophie, mente nok, at hun burde have indflydelse på regeringens førelse, hvilket rigsrådet nægtede hende. Christian fortsatte uanfægtet sin skolegang på Sorø Akademi.

## Kroningen
I 1595 besluttede rigsrådet, at Christian snart var gammel nok til at blive fuldmyndig konge. 17. august 1596, 19 år gammel, underskrev Christian sin håndfæstning, der i øvrigt var en tro kopi af faderens fra 1559. 12 dage senere, 29. august 1596, fandt kroningen sted i Københavns Vor Frue Kirke. Ceremonien blev forestået af Sjællands biskop Peder Vinstrup. Til formålet var indkøbt en ny pragtfuld kongekrone hos guldsmed Didrik Fuirens i Odense. Kroningsfesten blev den hidtil største fest i Danmarkshistorien. Hele København stod på den anden ende for at kunne modtage hundredvis af gæster med følge. Fra hele riget var indforskrevet service, dækketøj, sengeklæder etc., og der blev bestilt 35.000 drikkeglas. For folket var der på Amagertorv et springvand, der sprang med vin i timevis. Og der blev afholdt rideturneringer, festfyrværkeri m.m.

## Børn og elskerinder
Det følgende år den 28. november 1597 blev han gift med Anna Cathrine af Brandenburg (1575-1612). Det vides, at han med hende og elskerinder fik mindst 23 børn (otte døde i barndommen). Med dronningen fik han seks børn, deriblandt tronfølgeren Christian (1603-47) (hyldet som "udvalgt prins" 15. marts 1610) og den senere kong Frederik 3. Inden dronningens død i 1612 havde kongen indledt et forhold til Kirsten Madsdatter og fået sønnen Christian Ulrik Gyldenløve.
Med Karen Andersdatter fik han to (måske tre) børn, hvoraf kun Hans Ulrik Gyldenløve nåede voksenalder. Christian 4. blev anset som en ren buk, og ikke mindst, da dronningen fødte sit sidste barn dagen før hans elskerinde nedkom. Som enkemand holdt han forskellige kvinder og vakte en sådan forargelse, at hans mor og søstre forlangte, at han slog sig til ro med én bestemt. Så traf han Kirsten Munk og blev helt bjergtaget. I rørende breve kalder han hende sin "hjertens allerkæreste mus". Det er især trist, fordi hun blev gelejdet ind i det af sin mor Ellen Marsvin, og slet ikke brød sig om ham. Hun var imponeret over blive opvartet af en konge; men så fulgte det ene svangerskab efter det andet, og hun kom til at hade ham. Efter at have født ham 11 børn - de to sidste ovenikøbet dødfødte, blev hun selv lidenskabeligt forelsket i Otto Ludvig af Salm, kaldt "rhingreven", og tabte hovedet helt.  Ifølge kongens dagbogsoptegnelse giftede han sig med Kirsten Munk til venstre hånd 31. december 1615, og sammen fik de 11 børn. (Kirsten Munks 12. barn, Dorothea, blev kaldt "den kasserede frøken", da hun nok var datter af kongens rival, "rhingreven"). Den ældste datter, Anne Cathrine, kaldte Christian sin yndling, da hun var "Os lig". Anne Cathrine døde dog tidligt, angiveligt af sorg over sin mand, Frands Rantzaus, druknedød i 1632. Blandt de øvrige børn med Kirsten Munk er Leonora Christina, der som 15-årig blev gift med hofjunker, senere rigshofmester Corfitz Ulfeldt. Kongens og Kirstens mangeårige, stormfulde forhold endte med skilsmisse i 1628 i gensidig bitterhed og påstand om utroskab.
Sit livs længste forhold havde kongen til Kirsten Munks kammerjomfru Vibeke Kruse, som han levede sammen med fra 1629 til sin død. De fik Ulrik Christian Gyldenløve og Elisabeth Sofie.
En norsk tradition holder det for en mulighed, at Christian 4. desuden i 1617 fik en datter, Alhed Povelsen, (1617-1690) med den dansk-norske adelsdame Ingeborg Andersdatter Huitfeldt.[kilde mangler]
Christian 4. er sandsynligvis far til flere endnu. Det horoskop, Tycho Brahe satte op ved kongens fødsel, forudsagde, at han ville blive en vellidt og retskaffen konge og en stor kriger, men med anlæg for et dydigt liv, så han næppe ville få børn. Deri tog Brahe i den grad fejl.

## Corfitz Ulfeldt
Kort efter ægteskabsforliset og det forsmædelige nederlag under Trediveårskrigen kastede kongen sig ud i stadige forsøg på at optræde som den magtfulde mægler i den fortsatte europæiske konflikt. Og for at demonstrere, at den danske konge fortsat var en stærk fyrste, arrangerede han i 1634 en overdådig bryllupsfest for sin søn, den udvalgte prins Christian, der blev viet til den sachsiske prinsesse Magdalena Sibylla.
Til trods for det gigantiske propagandanummer blev kongens magt både indadtil og udadtil svækket i slutningen af 1630'rne og i 1640'rne. For at få hånd i hanke med de besværlige rigsråder anbragte kongen sine svigersønner, der var gift med Kirsten Munks døtre, i rigsrådet. Den mest fremtrædende blev Corfitz Ulfeldt, der 1636 blev gift med Leonora Christina. Foruden at blive optaget i rigsrådet, blev Ulfeldt i 1637 Københavns statholder, kongens stedfortræder, eller "viceroi", vicekonge, som Leonora kaldte ham. Og i 1643 udnævntes Ulfeldt til rigshofmester, rigets højeste embede næst efter kongen selv.
Men dermed lagde kongen et gøgeæg i sin egen rede, for Ulfeldt tiltog sig stadig mere magt og handlede efterhånden hen over hovedet på kongen, som engang i et brev erklærede, at selv om Corfitz "har min datter i senge (...) vil jeg være herre i mit eget hus". Men Ulfeldt havde fat i den lange ende. I november 1647 fik Ulfeldt, som kongen forinden havde søgt at slippe af med, fuld myndighed over rigets anliggender.

## Økonomisk politik
Økonomisk førte Christian 4. en merkantilistisk politik. Han tildelte købstæder handelsmonopoler, oprettede det islandske, det grønlandske og Det Ostindiske Handelskompagni, og i 1616 erhvervede han kolonien Trankebar. I 1619 sendte kongen Jens Munk af sted med fregatten Enhjørningen og jagten Lamprenen for at finde søvejen til Indien og Kina nord om Canada (”Nordvestpassagen”). Inden afrejsen talte kongen selv under en gudstjeneste i Holmens Kirke til de 64 mand, der skulle af sted.
Kongens mange projekter og krige var dog dyre for hans og rigets økonomi. Ved sin tronbestigelse var han en af Europas rigeste monarker, ikke mindst på grund af indtægterne fra Øresundstolden. Ved hans død var riget derimod i en meget dårlig økonomisk stand.

## Religionspolitik
I Christian 4.s regeringstid fra 1596 og frem blev den lutherske ortodoksi cementeret i Danmark. Den lutherske kristendoms verdensbillede blev knæsat som grundlag for samfundets ideologi med det formål at styrke kirken og statsmagten. Christian 4. tillagde skolen stor betydning i denne forbindelse og udstedte i 1604 en skoleforordning, hvorefter skolevæsenet blev strammet op, bl.a. ved at det samme pensum skulle læres i hele landet, og det skulle forhindres, at de unge kunne få undervisning af katolikker og andre kættere. I de følgende årtier fulgte en række andre forordninger med det formål at styrke den lutherske ensretning i skolen og familien. I 1624 blev der indført dødsstraf for katolske gejstlige, der virkede i landet.
Christian 4. var tilhænger af Hans Poulsen Resen, der i 1615 blev udnævnt til biskop over Sjællands Stift. Resen vogtede nidkært over traditionen fra Reformationen og lagde en hård kurs mod alle afvigelser. Reformationsjubilæet i 1617 og en ny kirketugtforordning i 1629 markerede yderligere ensretningen af åndslivet.
Udover katolikker blev også andre reformationstænkere, som afveg fra den officielt kanoniserede lære, f.eks. følgere af Calvin og Philipp Melanchthon og meget radikale lutheranere, bekæmpet. Sognepræsten Jørgen Lauridsen Friis i Sevel blev således i 1643 afsat, fordi han i strid med den gældende bodskristendom hævdede, at anger og bod var overflødig. Friis ansøgte om benådning hos kongen, der imidlertid var meget opbragt over Friis' holdninger og mente, at hans dom var alt for mild, og at bøddelen snarere "skulde rive hans Tunge ud af hans Hals". Friis blev siden fængslet på Bremerholm, hvorfra han blev løsladt et års tid senere.

## Brevskriveren og sprogmanden
Der findes mere end 3.000 breve fra Christian 4.s hånd,  og han begyndte endda først for alvor at skrive, da han var 50. Dertil må mange breve være gået tabt. Nogle, han skrev omkring 1605, er kluntet formuleret; men fra omkring 1625 er der flyd i hans pen. Han skrev på dansk - og det er påfaldende, for hans mor var tysk, og der blev talt tysk ved hoffet. Det er sagt, at nordmanden Holberg gjorde det danske sprog dansk; men Christians biograf Bodil Wamberg holder på, at det gjorde Christian 4. Kongen havde evnen til at skrive så levende og medrivende, at læseren kunne se det for sig. 

## Krigsførelse
Men kongen havde ambitioner om at gøre Danmark-Norge til Nordeuropas stærkeste magt politisk, økonomisk og militært, men havde samtidig store problemer bare med at bevare den danske førerstilling i Norden, hvor svenskerne førte en kraftig ekspansionspolitik. Den danske flåde blev kraftigt udbygget, men Danmark opnåede aldrig at få en bondehær, som kunne stå mål med den svenske. Kalmarkrigen 1611-1613, som måtte føres med dyrt betalte lejetropper, førte ikke til noget resultat, da de to lande var meget jævnbyrdige.

### Kalmarkrigen
Næppe var Christian 4. blevet fuldmyndig konge, før han begyndte at sysle med et opgør med Sverige, der siden løsrivelsen fra Kalmarunionen i 1523 i voksende omfang var blevet en rival ikke mindst i en kamp om herredømmet over Østersøen, som den danske konge betragtede som et dansk indhav, og som spillede en hastigt voksende rolle som følge af en voldsom udvidelse af søhandelen på Rusland og de baltiske områder.
I første omgang var det i en helt anden retning, modsætningerne skærpedes. Sverige blev regeret af Gustav Vasas yngste søn, hertug Karl. Han ønskede efter Christian 4.s formening at skaffe sig kontrollen over de nordnorske egne. For at demonstrere den dansk-norske konges herredømme over de ugæstmilde distrikter sejlede kongen under dæknavnet kaptajn 'Christian Frederiksen' 1599 langs Norges kyst, nord om Nordkap og helt over til den isfri russiske havn, Archangelsk. 
Når Nordnorge var så vigtig, hang det sammen med ønsket om at beherske en stadig livligere handel og hvalfangst i Nordatlanten. Men Christian 4. havde uden tvivl andre planer end blot at sikre sig mod svenskerne. Han drømte om at genrejse unionen under dansk herredømme, og i det første årti af 1600-tallet benyttede han enhver lejlighed, herunder svenske trakasserier med danske købmænd, til at anmode rigsrådet om at få lov til at angribe Sverige.
Men rigsrådet holdt igen. Da fik kongen en lys ide. I 1611 truede han med at starte krigen mod Sverige i sin egenskab af holstensk hertug, og rigsrådet havde ikke den fjerneste indflydelse på, hvad den holstenske hertug foretog sig. Af frygt for at miste enhver kontrol med begivenhedernes gang kapitulerede rigsrådet og gav kongen tilladelse til at erklære Sverige krig med den sagtmodige begrundelse, at “hvadenten vi fejden bevilger eller ikke bevilger, da vil Eders Majestæt sætte den igennem...".
Den 4. april 1611 erklærede Christian 4. Sverige krig. Det lykkedes ham at erobre den svenske grænsefæstningsby Kalmar og 2. august at indtage slottet efter at have bestukket dets øverstbefalende med et gods i Holsten.

#### Tvekampen
Da skete en hændelse i kongehistorien, som sider har vakt stor opsigt. Den 11 august sendte den 60-årige og fysisk svaglige kong Karl 9. et brev til den 34-årige Christian 4. hvori Karl krævede "at du for at yderligere blod ikke skal udgydes, i egen person de gamle goters lovgivning brug og sædvane begiver dig ud i åben kamp mod Os på åben mark"
Tre dage senere svarede Christian 4. med at håne kong Karl 9. for, at Kalmar slot var blevet erobret for næsen af ham, og han fortsatte "Hvad angår den Kamp, du tilbyder Os, forekommer den Os Spot værd, af den Årsag, at Vi er udmærket klar over, at du allerede er nok så slagen af Gud i Himlen, så det er meget bedre at ynke dig end at slås og fægtes med dig. En varm Kakkelovn var dig meget tjenligere end en sådan Skærmydsel eller Kamp og dertil en god Medicus, der kunne sætte dit Hoved i lave igen. Du skulle skamme dig, du gamle Nar, sådan at angribe en ærlig Herre, hvilket du visseligen har lært af gamle Skøger, som plejer at værge for sig med skælden og smælden"
Som afslutning på denne ydmygende afvisning daterede Christian 4. i brevet "Af vort Slot Kalmar den 14. aug. 1611.". Kong Karl 9. døde 2 måneder senere.

#### Enden på Kalmarkrigen
Med sejren ved Kalmar sad Christian 4. på den høje hest, men at erobre Sverige formåede han ikke. 2. januar sluttede krigen med en fredsaftale i den Hallanske by Knäred. Svenskerne under Karl 9.s søn kong Gustav 2. Adolf måtte erkende, at havde lidt nederlag. Indtil svenskerne havde betalt én million daler i krigsskadeserstatning skulle danskerne beholde fæstningen Älvsborg ved Göta-elvens udmunding. Den havde de erobret i begyndelsen af krigen. Desuden måtte Sverige give afkald på alle de nordiske områder.

### 30-årskrigen
I starten af 1620'erne forsøgte kongen at drage Danmark ind i det, der senere skulle blive Trediveårskrigen. Gentagne gange afslog rigsrådet dette bl.a. med henvisning til, at den tyske kejser var for mægtig til, at det danske rige havde råd til en sådan krig. Rigsrådet var desuden betænkeligt ved svenskernes position i sagen og frygtede, at de kunne finde på at angribe Danmark, hvis det kom til at gå landet dårligt i den tyske religionskrig. I marts 1625 valgte kongen at gå uden om rigsrådet; hans stilling som hertug af Holsten var uafhængig af den danske krone og dermed rigsrådet, og i kraft af det blev han d. 26. marts valgt til ”kredsoberst” (militær øverstkommanderende) for den nedersaksiske kreds. Efter et års uafgjort kamp sluttede eventyret brat d. 17. august 1626, da kongens hær næsten blev udslettet uden for Lutter am Barenberg. Kongens foretagende endte med fiasko og medførte, at Danmark officielt blev inddraget i Trediveårskrigen, da kejserens tropper under general Wallenstein året efter invaderede og udplyndrede Jylland. Efter at have narret den tyske kejser til at tro, at Danmark var på vej ind i en alliance med Sverige, lykkedes det i maj 1629 ved Lübeck at opnå fred og tilbagegivelse af Jylland til Danmark, samt Slesvig og Holsten til kongen, mod at han lovede aldrig igen at blande sig i tyske anliggender. Kongen fik i den forbindelse én million rigsdaler af rigsrådet for at skrive under på fredsaftalen. Rådet foretrak det frem for at risikere, at kongen førte krigen videre.

### Torstensonkrigen
I 1643 svenskerne gennem en knibtangsmanøvre at rette et dødsstød mod Danmark: Uden krigserklæring rykkede den svenske feltmarskal Lennart Torstenson sydfra ind i Jylland og feltmarskal Gustav Horn nordfra ind i Skånelandene.
Dermed var Torstenson-Krigen og Horns krig indledt. Under den ledede den 67-årige Christian 4. i 1644 et søslag på Kolberger Heide. Det var her, kongen mistede synet på sit ene øje, da en svensk kugle ramte en kanon på det danske flagskib Trefoldigheden.
Krigen endte med nederlag, og med Freden ved Brömsebro ophørte den danske dominans i Norden, og Christian 4. måtte i større udstrækning rette sig efter Rigsrådet.

## Død
Christian 4. døde den 28. februar 1648 på Rosenborg Slot og blev gravsat i Roskilde Domkirke. Han efterfulgtes af sin ældste overlevende søn Frederik 3.

## Eftermæle
Selv om hans regeringstid var præget af militære nederlag og økonomisk tilbagegang, fremstår Christian 4. som en af de mest fremtrædende, elskede og beundrede konger i rækken. Det skyldes ikke mindst de mange byer, han anlagde: Christianshavn, Christianstad i Skåne og Christianopel i Blekinge, Christiania (Oslo), Kongsberg og Christianssand (Kristiansand) i Norge og Glückstadt i Holsten. Byerne var anlagt efter renæssancetidens idealer: gaderne ligger vinkelret på hinanden. I København efterlod han mange bygningsværker som Børsen, Holmens Kirke, Rosenborg slot, Regensen, Trinitatis Kirke med Rundetårn, der var indrettet som observatorium og udført i røde og gule mursten, (oldenborgernes egne farver), Nyboder, Proviantgården, Tøjhuset og Kongens Bryghus. Desuden lod han Frederiksborg Slot ved Hillerød ombygge til et renæssanceslot. Dermed blev Christian 4. utvivlsomt den største bygherre i Norden.
Mange af bygningerne havde et praktisk formål: Bryghuset skulle forsyne flådens mandskab med øl. Tøjhuset og Proviantgården husede kanoner, sejl, tovværk, fødevarer og meget andet til flåden. I dag bliver disse bygninger brugt til Tøjhusmuseet, kontorer for Folketinget og læsesal for Rigsarkivet. Børsen ved havnen havde også et praktisk formål. Bygningen kan regnes som Danmarks første indkøbscenter. Her kunne boghandlere, galanterivarehandlere og købmænd opstille deres boder, så kunderne kunne handle i tørvejr.
Han havde planlagt en urbs novae (= ny by) med et rundt torv i midten omgivet af 16 gader anlagt i stjerneform. Kirken Sankt Anna Rotunda ville blive Nordeuropas største kirke, en værdig, protestantisk modvægt til Peterskirken, men den blev aldrig bygget færdig. Det blev derimod Tøjhushavnen (i dag opfyldt som Det Kongelige Biblioteks Have), oprindeligt et stort bassin lukket ud mod havnen af en fæstningsmur og en lagerbygning, Galejhuset. Flådens skibe kunne sejle ind i graven, fortøjes og udrustes. Udenfor i havnen stod byens vartegn, en enorm søjle med Leda og svanen i omfavnelse.

## Galleri
- Halvfigursportræt af Christian 4., 1606
- Portræt af Christian 4. udført af Pieter Isaacsz ca. 1612.
- Helfigursportræt af Christian 4. udført af Abraham Wuchters, 1638
- Christian 4.
- Portræt af Christian 4. udført af Karel van Mander III
- Wilhelm Marstrands fresko Christian IV på "Trefoldigheden" i søslaget på Kolberger Heide (1865) i Christian 4.'s kapel i Roskilde Domkirke.
- Christian 4. skulptur af Bertel Thorvaldsen i Roskilde Domkirke
- Christian 4. i Wilhelm Marstrands maleri "Kong Christian IVs Dom over Christopher Rosenkrantz" i Roskilde Domkirke
- Christian 4. statue over en pejs i Børsen lavet af Bertel Thorvaldsen.[21]

### Udgivne primærkilder
- Bricka, C.F.; Friderica, J.F.; Skovgaard, Johanne (red.). Kong Christian den Fjerdes egenhændige Breve. Selskabet for Udgivelse af Kilder til Dansk Historie.

## Eksterne links
- Kongerækken på Kongehusets hjemmeside
- Christian 4. på Rosenborgs hjemmeside (Webside ikke længere tilgængelig)
- Søren Sørensen har skrevet sin version af verdenshistorien, hvorfra dele af denne artikel stammer.

| Christian 4.Huset OldenburgFødt: 12. april 1577 Død: 28. februar 1648 | |                            |
| Titler som regent                                                     | |                            |
| Foregående: Frederik 2.                                               | Konge af Danmark 1588 – 1648                                                                                 | Efterfølgende: Frederik 3. |
| Foregående: Frederik 2.                                               | Konge af Norge 1588 – 1648                                                                                   | Efterfølgende: Frederik 3. |
| Foregående: Frederik 2.                                               | Hertug af Slesvig 1588 – 1648 med Philip (1588–1590) med Johan Adolf (1590–1616) med Frederik 3. (1616-1648) | Efterfølgende: Frederik 3. |
| Foregående: Frederik 2.                                               | Hertug af Holsten 1588 – 1648 med Philip (1588–1590) med Johan Adolf (1590–1616) med Frederik 3. (1616-1648) | Efterfølgende: Frederik 3. |